# مارکوواتس (ورشاتس)
مارکوواتس (به صربی: Markovac) یک منطقهٔ مسکونی در صربستان است که در Vršac municipality واقع شده‌است. مارکوواتس ۲۴۹ نفر جمعیت دارد و ۱۵۶ متر بالاتر از سطح دریا واقع شده‌است.